# Ilex quercetorum
Ilex quercetorum är en järneksväxtart som beskrevs av Ivan Murray Johnston. Ilex quercetorum ingår i släktet järnekar, och familjen järneksväxter. Inga underarter finns listade i Catalogue of Life.